# Liber diurnus Romanorum pontificum
Liber diurnus Romanorum pontificum — книга формул VIII века, содержащая, кроме образцов документов для церковного делопроизводства, ритуал посвящения папы и пригородных (субурбикарных) епископов, передачи паллиума, сношений папы со светскими властями и др.

## Издания
Издана Гарнерием (Paris, 1680), в «Collectio nova scriptorum ас monumentorum» Гоффманна (т. II, Leipzig, 1733), Риггером (Viena, 1762).